# Târgu Secuiesc
Târgu Secuiesc, alte Schreibweise Tîrgu Secuiesc, [ˈtɨrɡu ˈsekuiesk] (veraltet Târgul Săcuilor; ungarisch Kézdivásárhely, deutsch Szekler Neumarkt) ist eine Stadt im Kreis Covasna in der Region Siebenbürgen in Rumänien.

## Geschichte
Die Stadt wurde erstmals 1407 als „Torjawasara“ erwähnt. „Târg“ auf Rumänisch und „vásárhely“ auf Ungarisch bedeuten Markt, ein Beleg für die Bedeutung als Marktstadt im Mittelalter.

## Sehenswürdigkeiten

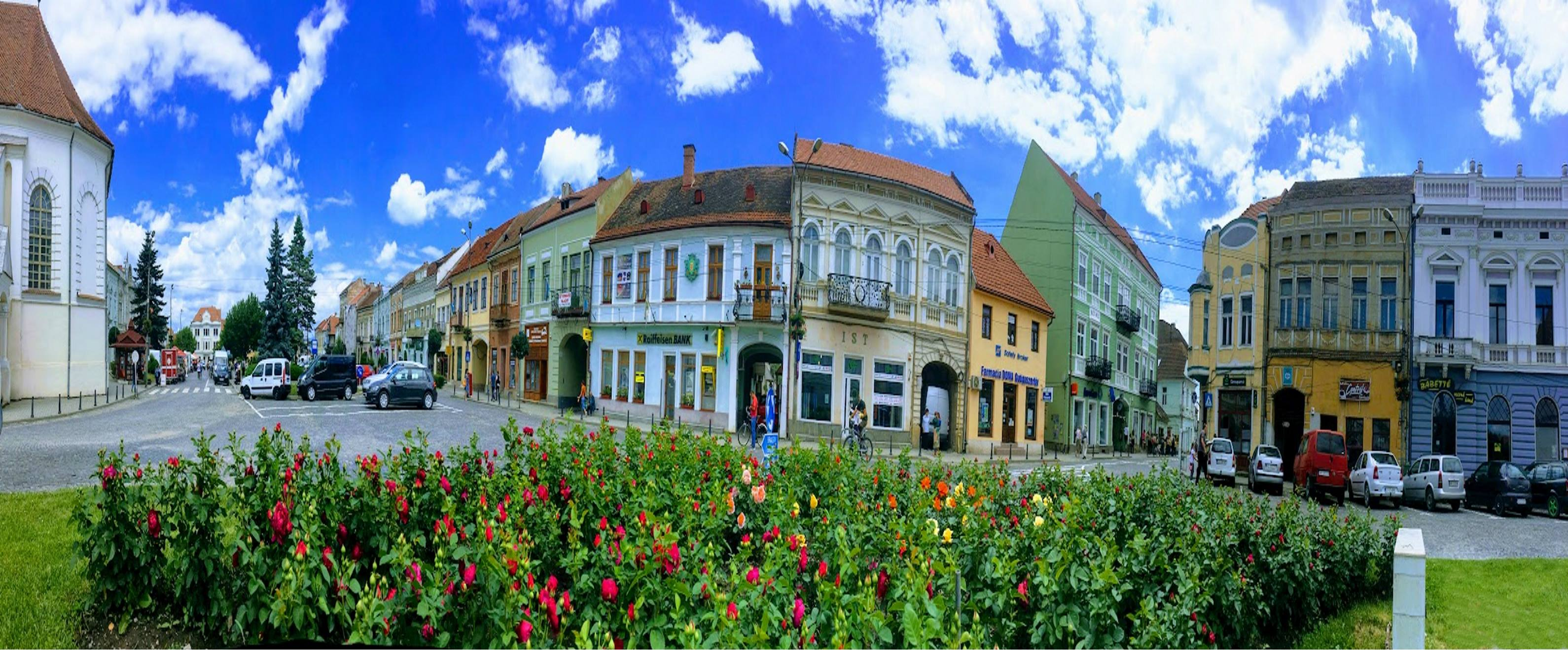
Szekler Neumarkt Historisches Zentrum

### Szekler Neumarkt
Szekler Neumarkt ist die östlichste Stadt des Karpatenbeckens, Zentrum des alten Stuhls Kézdi. Sie liegt am Ufer des Schwarzen Flusses. Szekler Neumarkt ist eine ungarische Stadt, die ihre szeklerische Herkunft aufbewahrt, mit 20.000 Einwohnern, von denen 91 % Ungarn sind. Auf dem Gebiet der Stadt befand sich ein römisches Militärlager, das den Oituz-Pass überwachte. Das Bestimmungswort Kézdi bezieht sich auf das von den szeklerischen Einwohnern bewohnte Gebiet im 11. Jahrhundert, auf das heutige Saschiz. Der König Sigismund hat die Stadt zum Marktplatz erklärt, damals mit dem Namen Marktplatz Turia. Im Mittelalter verfügte die Stadt über eine bedeutende Handwerkerzunft. Während der Revolution von 1848–49 war die Stadt das Verteidigungszentrum des Komitats „Drei Stühle“, hier hat Áron Gábor seine in Rumänien berühmten Kanonen gegossen. Die Statue von Áron befindet sich seit 1971 im Zentrum der Stadt. Zu einer Besonderheit der Stadt zählt ihre Pforte, die das Ende jeder Straße des Zentrums bildeten. Zurzeit gibt es 73 Höfe in der Stadt. Im damaligen Rathaus der Stadt befindet sich das “Incze László” Zunftmuseum, hier kann man auch das einzige Abbild der Kanone finden, die von Áron Gábor hergestellt wurde. Das Original wurde 2010 nach Sankt Georgen im Szeklerland zurückgebracht. Szekler Neumarkt hat sich im Jahre 1849 mit Kanta und im Jahre 1949 mit Ruseni vereinigt. Zurzeit gehören zur Stadt auch die Ortschaften Lunga, Tinoasa und Sachsenhausen. Die reformierte Kirche wurde im Jahr 1783 auf dem Platz der mittelalterlichen Kirche gebaut. Der Großbrand vom 1834 hat die Kirche zerstört, ihr Wiederaufbau wurde 1838 beendigt. Das trapezförmige Zentrum der Stadt ist von den Gebäuden aus dem 18. und 19. Jahrhundert umgeben. Die szeklerische Grenzwache und Militärschule wurde zwischen den Jahren 1817 und 1823 im neoklassizistischen Stil gebaut. Szekler Neumarkt ist als die Stadt der Zünfte, der Schuster und der Höfe bekannt.

### Historisches Zentrum

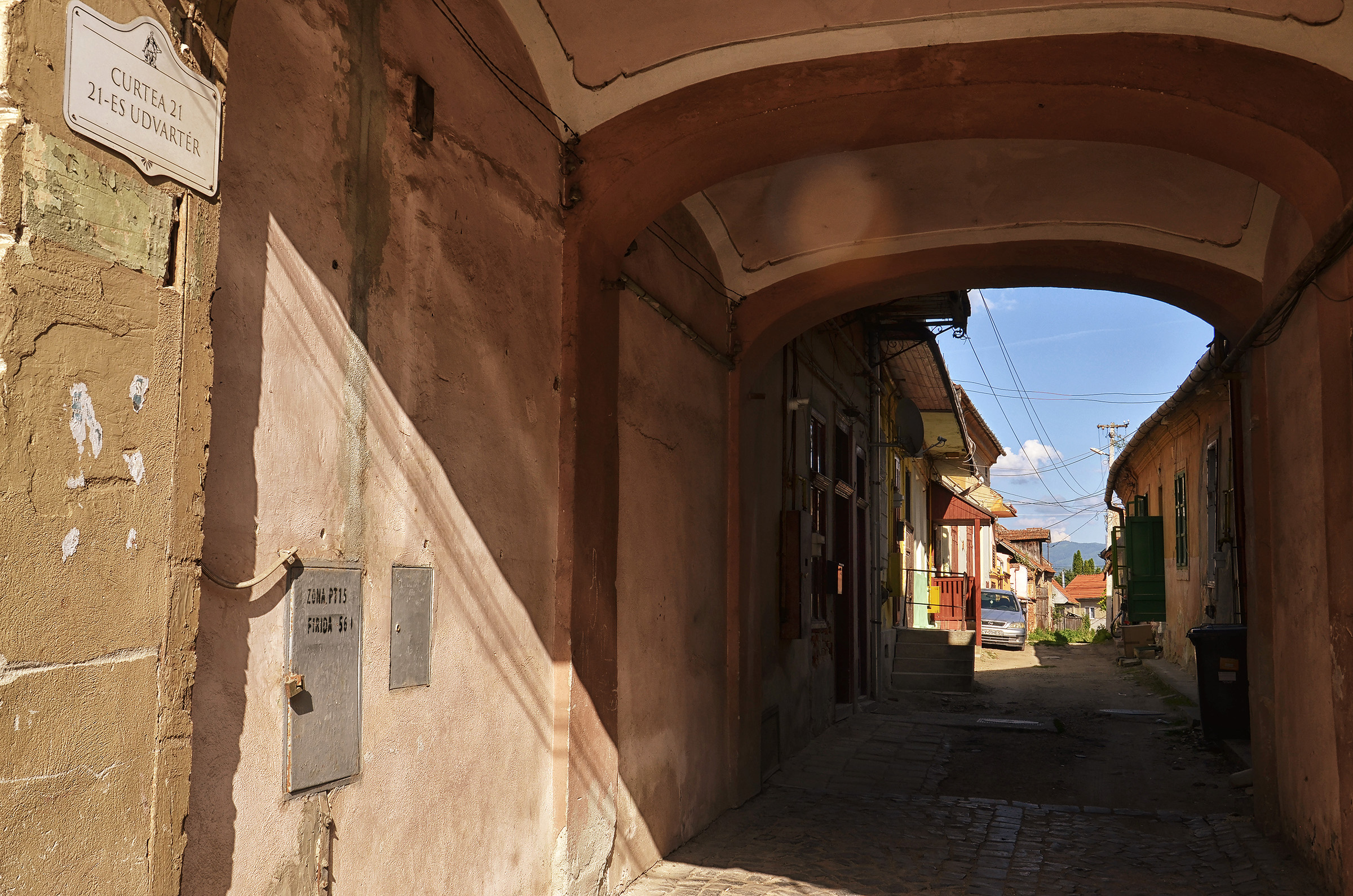
Höfe mit Zugang zum Marktplatz

Das historische Zentrum der Stadt ist der ovale Marktplatz. Von hier aus beginnen die sogenannten „udvarterek“ (Höfe), die radial von dem Platz ausgehen und in ihrer städtebaulichen Gestalt an die Wiener Durchäuser erinnern. Heute gibt es noch 73 solche Höfe. Entstanden sind sie im Zuge der Entwicklung der Stadt, als Handwerkerfamilien hinter den Höfen der Hauptgebäuden weitere Häuser bauten, die durch Durchgänge einen leichteren Zugang zum Marktplatz erhielten.  Ab dem Anfang der achtziger Jahre des 19. Jahrhunderts wurden die kleinen Holzhäuser der Handwerker schrittweise durch Steinhäuser mit mehreren Stockwerken ersetzt.

### Rathaus der Stadt
Im nordwestlichen Teil des Zentrums befindet sich das sezessionistische zweistöckige Gebäude des heutigen Rathauses. Es wurde im Jahre 1907 zur Sparkasse gebaut. Der Verwendungszweck des Gebäudes hat sich im Lauf der Jahre verändert. Im Jahre 1945 wurde es der Sitz der kommunistischen Partei. Bis Dezember 1989 befand sich im Gebäude der Volksrat. Heute ist es der Sitz der lokalen Verwaltung. Im nordwestlichen Teil des Zentrums befindet sich das „Vigado“-Kulturhaus, gebaut in der Zeit von 1903 bis 1904. Das Gebäude verfügt über einen Theatersaal mit 500 und über einen Konferenzsaal mit 200 Sitzplätzen. Hier befindet sich der Sitz des „Boér Géza“ Volkstheaters und der Volkshochschule, als auch der Sitz des „Vigadó“-Volksbandes und des „Molnár-Józsiás“-Kulturvereins. Hier errichtete man Werkstätten für die fünf plastischen Künstler der Stadt und einen Holzschnitzer. Am Ende des letzten Jahrhunderts wurden auf dem westlichen Teil des historischen Zentrums beinahe alle Häuser im charakteristischen sezessionistischen Stil saniert oder wieder aufgebaut. Die Reihe der westlichen Gebäude ist mit dem Gebäude der Reformierten Kirche abgeschlossen. Neben der Kirche fängt die Áron Gábor Straße an, die vom Zentrum nach Südwesten in Richtung Kronstadt führt. Am oberen Ende der Straße erhebt sich die reformierte Kirche, die 1907 gebaut wurde, während am unteren Ende der Straße das „Turóczi Mozes“ Gedenkhaus mit Gedenktafel steht, wo die Kanonen für die Revolution von 1848–1849 gegossen wurden. Auf dem kleinen Platz vor dem Gedenkhaus steht die Büste von Turóczi Mozes, die im Jahre 1993 von dem Bildhauer Vetró András gemacht wurde.

### Das Zunftmuseum
Das Zunftmuseum der Stadt Szekler Neumarkt wurde im Frühling des Jahres 1972 im Gebäude des damaligen Rathauses eingeweiht. In den Sälen für die traditionellen Handwerker (Töpfer, Stiefelmacher, Schuster, Gerber, Schlosser, Lebküchler, Hutmacher, Schneider) werden Geräte und Werkstatteinrichtungen ausgestellt. Außer den Sammlungen werden in jedem Raum schriftliche Urkunden, Fahnen, Kästen, und Tafeln verschiedener Zünfte und Handwerker aufbewahrt. Die geschichtliche Ausstellung spiegelt die wirtschaftliche und soziale Entwicklung der Stadt wider. Die Urkunden der Revolution von 1848–1849 wurden in einen gesonderten Saal gelegt. In den Sälen für plastische Kunst werden aus den Arbeiten der eingeladenen Künstler periodische Ausstellungen veranstaltet. Im Museum befindet sich eine besondere Puppensammlung von etwa 200 Stücken. Die meisten Puppen sind in traditionelle ungarische Volkstracht gekleidet. Aus dem Blickwinkel der territorialen Expansion werden beinahe alle Trachten Siebenbürgens repräsentiert, die mit einem unschätzbaren volkstümlichen Wert zeitlich ungefähr ein Jahrhundert decken.

### Das Apothekenmuseum
Das Apothekenmuseum befindet sich auf der Etage des sogenannten Finta-Hauses (Curtea 12, nr. 1). Das Finta-Haus hatte einen Vorgänger, das ehemalige Verandenhaus, das 1835 nach dem großen Brand erbaut und 1972 wegen seines schlechten Zustands abgerissen wurde. Das heutige Gebäude wurde 1978 erbaut, unter Beibehaltung der ursprünglichen Form des Hauses.
Das im Museum ausgestellte Material wurde vom Chefarzt Oliver Boga für die Nachwelt gerettet. Die im Museum sichtbaren Gegenstände und Ausrüstungen wurden erstmals 2008 in einem Gebäude des Gerontologischen und Rehabilitationszentrums in Lemhény ausgestellt. Von dort wurden sie in das Finta-Haus gebracht. Das Grundmaterial der Sammlung ist die Ausstattung der 24. und 52. Apotheke von Szekler Neumarkt nach 1949, ergänzt um die Sammlung von Oliver Boga. Es überstand den Kommunismus und entging der Beschlagnahme. Zum Zeitpunkt des Regimewechsels erbat Oliver Boga die Möbel und Ausstattungen von den Mitarbeitern der Goldenen Schlange Apotheke, die damals eine Privatapotheke war, und vervollständigte seine eigene Sammlung. Später kamen weitere Spenden hinzu.
Die Möbel stammen aus den 1940er- und 1950er-Jahren. Der Besucher findet im Museum etwa 250 Exponate verschiedener Art, alte pharmazeutische Utensilien, Produkte, alte Bücher, die zum Teil aus dem 19. Jahrhundert stammen, wie zum Beispiel die Holztöpfe. Die Porzellanbehälter erinnern auch an das Alter der Apotheke. In diesen und in den verschiedenfarbigen Flaschen wurden aus Kräutern extrahierte Wirkstoffe sowie bestimmte Mineralpulver und Rohstoffe für andere Medikamente aufbewahrt. Es können auch Waagen und ihre kleineren Gegenstücke begutachtet werden. Die Waage musste verziert sein, denn eine Sage besagt, dass so eine Waage neben der genauen Messung auch die Gedanken in eine positive Richtung lenken kann. Der Besucher kann auch ein reich verziertes Apothekerdiplom aus dem Jahr 1927 auf den Namen László Dobál ausgestellt besichtigen.

### Römisch-katholische Kirche
Der Bau der katholischen Kirche im Barockstil wurde 1701 begonnen. Die an dieser Stelle befindliche Holzkirche wurde nach Estelnic umgesetzt. Das Fundament wurde 1722 gelegt, der Bau hat mehr als siebzig Jahre gedauert. Die Kirche wurde 1796 zu Ehren der Heiligen Dreifaltigkeit geweiht. Im Laufe ihrer Geschichte wurde sie durch zahlreiche Erdbeben und Brände beschädigt. Die Kirche wurde im Jahr 1996 vollständig renoviert. In der Gruft ruhen die sterblichen Überreste des Schulgründers Nagy Mózes.

### Die Reformierte Kirche

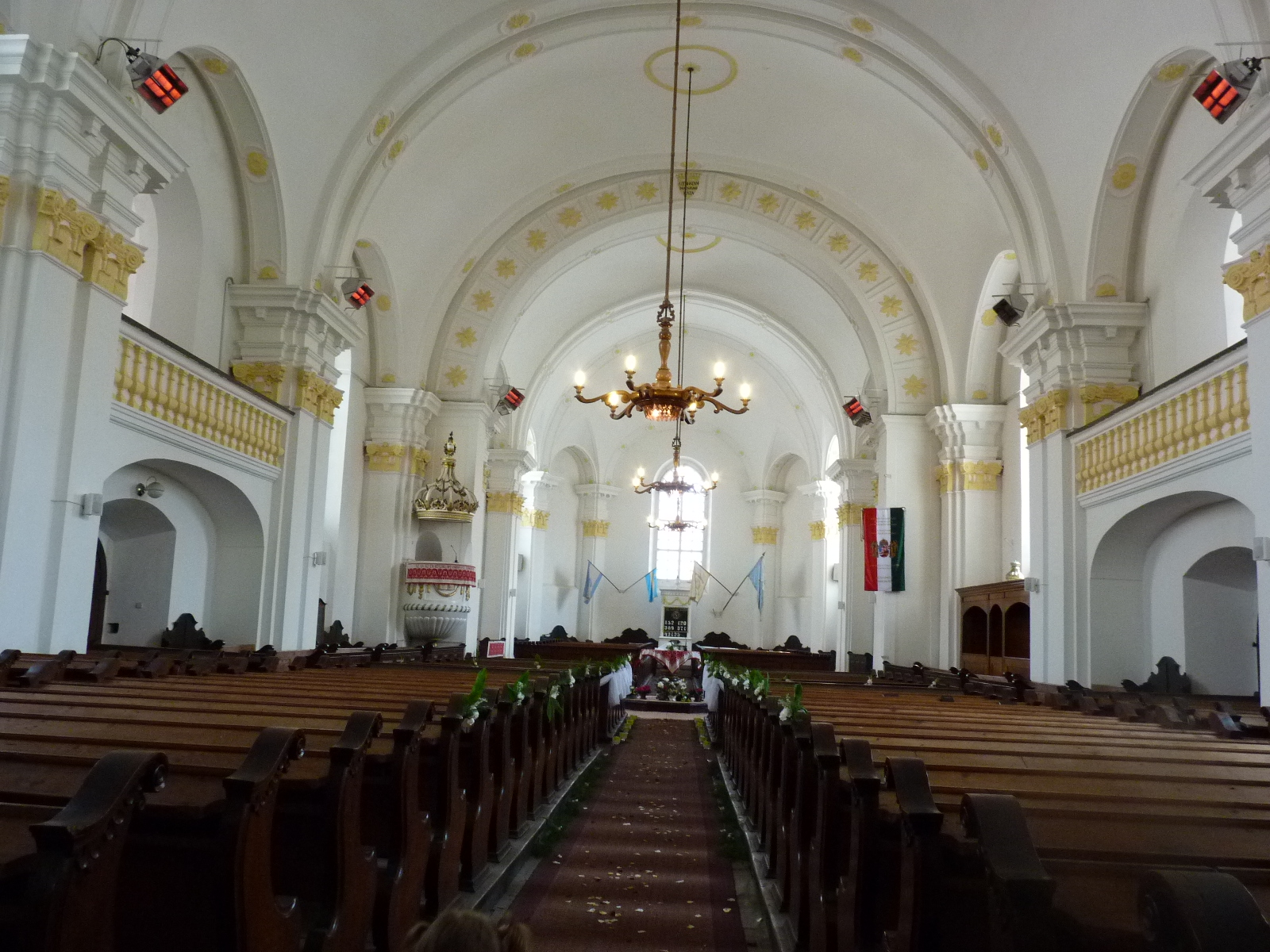
Reformierte Kirche

Das Altstadt wird von der reformierten calvinistischen Kirche geprägt, eine der größten Kirchen in Siebenbürgen, die Platz für 1.000 Personen bietet. Die Kirche zeigt Bauformen der späten Renaissance, des Barock und des Klassizismus. Sie wurde zwischen 1770 und 1782 auf dem Fundament einer mittelalterlichen Holzkirche gebaut. Während des Großbrands des Jahres 1834 wurden der Kirchturm und der Dachstuhl niedergebrannt und in vier Jahren wieder aufgebaut. Der Turm an der Westseite wurde 1846 errichtet. Die heutige Orgel wurde im Jahr 1861 von dem Orgelbauer István Kolonics gebaut.

### Die Höfe der Stadt
Die Stadt Szekler Neumarkt hat sich um den länglichen und trapezförmigen Markt entwickelt. Den ersten Neubauten hat man auf den vier Seiten des Marktplatzes schmale Grundstücke von gleicher Größe zugeteilt. Anlässlich der Märkte konnten die Handwerker ihre Waren unmittelbar vor ihrem eigenen Haus und vor ihrer Werkstatt auf dem Markt ausstellen. Bis zur Gegenwart sind die das Zentrum ringförmig umgebenden Bandgrundstücke erhalten geblieben, die die Individualität der Stadt bestimmen. Die meisten der Höfe gehen von dem Markt aus, aber später kam ein äußerer Ring zustande. Die Höfe sind enge Gassen von 2–4 m Breite, ihre Länge ist unterschiedlich und variiert zwischen 25–180 m. Die Bildung der Höfe kann mit der Lebensart der Handwerkerbevölkerung und mit dem szeklerischen Erbschaftsgesetz erklärt werden. Nach diesem Gesetz wurde das väterliche Grundstück unter den Kindern identisch verteilt. So begannen die Familien sich am engen elterlichen Grundstück entlang auszubreiten. Die alte Bezeichnung der Höfe, wie z. B. Jancsó, Csíszár, Balogh, Kovács, Rácz und Szőcs, zeigt eigentlich den Namen der Eigentümer. Nach 1851, als das szeklerische Erbschaftsgesetz seine Gültigkeit verlor, wurden die alten Bezeichnungen schrittweise durch die Nummerierung der Höfe ersetzt. Heutzutage endet die Reihe der Höfe mit Nummer 73.

### Terrassen mit Schmiedeeisen-Verzierung
Um die Wende des 19. zum 20. Jahrhundert waren in der Stadt Baumeister, Schlosser, Schmiede und Tischler tätig, um nach dem Brand von 1834 Szekler Neumarkt neu aufzubauen. Die meisten Gebäude im Zentrum der Stadt Szekler Neumarkt wurden im zweiten Teil des 19. Jahrhunderts und am Anfang des 20. Jahrhunderts gebaut. Die Hersteller der Schmiedeeisenzierde auf den heutigen Gebäuden des Áron Gábor Platzes sind nicht bekannt, obwohl viele solche Werke erhalten geblieben sind. Aus Archivdokumenten kann man folgern, dass diese Werke zu den Schlossern Szabó Mózes und István (Vater und Sohn) gehören. Die im Süden des „Vigadó“ Kulturhauses befindliche Pforte mit Schmiedeeisenzierde trägt zum Beispiel den Namen von Szabó Mózes. Am Ende des 19. Jahrhunderts wurde der Markt von Gebäuden mit Schopfdach im Barockstil, mit in Trümmern zerfallenen Wänden und mit Holzhäusern mit Vorhof beherrscht, die verloren gegangen sind.

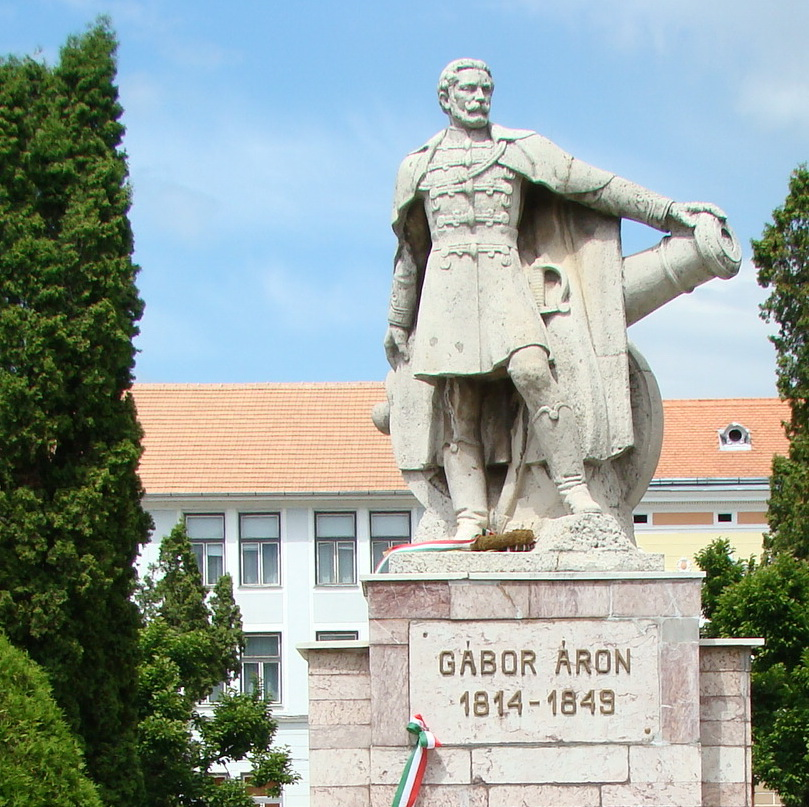
Denkmal für Áron Gábor

### Die Statue von Áron Gábor
Der szeklerische Handwerker Áron Gábor war Kanonengießer und Artillerieoffizier der 1848/49er-Revolution und des Freiheitskrieges, der sein Leben auf dem Schlachtfeld von Chichiş verloren hat. Áron war ein erfolgreicher Produzent von Kanonen und Schießpulver und Lieferant der ungarischen Armee in Transsilvanien.

### Hahn-Jakab-Holzhaus
Das Hahn-Jakab-Holzhaus, das an die spezifische Architektur der Stadt Szekler Neumarkt erinnert, ist ein Gedenkhaus aus dem Jahr 1817. Sein Besitzer, der Konditormeister mit schwäbischer Herkunft aus Temeswar war, hat in der Stadt die typischen Honigpogatsche eingebürgert, einen Honigkuchen. Heute wirkt es als touristisches Gasthaus. Viele der Holzhäuser sind verloren gegangen oder wurdenradikal verändert.

### Turóczi-Mózes-Gedenkhaus und -Statue
Turóczi Mózes, der Kanonenmeister, der legendäre Freiheitskämpfer, war in der 1848/49er-Revolution Gehilfe von Áron Gábor. Seine Werkstatt für die Herstellung der Kanonen befindet sich zwischen den Straßen Petőfi und Turóczi und existiert bis heute. Von den 70 Kanonen wurden hier zwischen Januar und Dezember des Jahres 1849 insgesamt 64 Stücke gegossen. Am “Turóczi” Gedenkhaus erinnern zwei Gedenktafeln und eine Statue an den Kanonengießer. Die Statue wurde von Vetró B. András, einem Bildhauer und Künstler aus Szekler Neumarkt, erstellt. Sie wurde am 8. November 1993 in der Anwesenheit des damaligen Außenministers Ungarn, Jeszenszky Géza, verwandt mit der Familie Turóczi, verhüllt. Über das Leben von Turóczi Mózes sind nur wenige Daten bekannt, unter anderem, dass er zweimal verheiratet hat, zum ersten Mal mit Jancsó Karolina aus der berühmten Familie Jancsó, zum zweiten Mal mit Szőcs Ilka.

### Márton-Áron-Platz
Der Charakter des Bischofs Márton Áron wurde von den politischen Stürmen der Schicksaalwende gestaltet und auf die Probe gestellt. Aus der Schulbank wurde er auf dem Schlachtfeld von Doberdó hinausgetragen, er erlebte die Zerstückelung des 1000-jährigen christlichen ungarischen Staates mit und war an den Grausamkeiten des Zweiten Weltkrieges und an dem Toben des gewaltsamen rumänischen kommunistischen Regimes beteiligt. Er beging den legendären und traditionellen Weg der Konfirmation der katholischen Christen und lernte das demütigende Elend der Gefängnisse kennen. Er nahm an dem Zweiten Vatikanischen Konzil teil, das die katholische Kirchengeschichte in eine neue Richtung gestaltete. Der auf der rechten Seite des Rathauses befindliche Platz trägt den Namen des Bischofs, wo seine Bronzestatue zu finden ist. Die Statue wurde im Jahr 2004 errichtet. Sie wurde von dem Bildhauer Vetró B. András entworfen und in Neumarkt am Mieresch in der Gießerei von Balogh József hergestellt.

### Vigadó-Kulturhaus
Im nordwestlichen Teil des historischen Zentrums befindet sich das Vigadó-Kulturhaus, das in den Jahren 1902 bis 1904 erbaut wurde. Von der Hauptfassade des imposanten Gebäudes erhebt sich ein Tympanon-Risalit, dessen Hauptachse mit dem Stadtwappen aus dem Jahr 1902 verziert ist. Das Kulturhaus verfügt über einen Theatersaal mit 400 Sitzplätzen und über einen Konferenzsaale mit 150 Sitzplätzen.

### Weselényi-Miklós-Bibliothek
Die erste Bibliothek von Szekler Neumarkt, die Kaszinó-Bibliothek, wurde am 25. Dezember 1842 gegründet. Ihre zwei Gründer waren Széchenyi István und Wesselényi Miklós. 1998 nahm die Bibliothek den Namen des Barons Wesselényi Miklós Städtische Bibliothek an.

### Nagy Mózes Theoretisches Lyzeum
Das Theoretische Lyzeum aus Kanta, das den Namen des Pfarrers Nagy Mózes trägt und das die älteste Bildungsstätte des Kreises Covasna ist, wurde im Jahr 1680 von Nagy Mózes gegründet. Im Jahr 1990 wurde auf die Fassade der Schule der Name des Gründers offiziell aufgedruckt. Das moderne theoretische Lyzeum hat beinahe 900 Schüler und Lehrer.

### Molnár-Józsiás-Park
Molnár-Józsiás und seine Ehefrau Gaál Emilia haben in ihrem Testament alle in ihrem Besitz befindlichen Immobilien zwecks der Gründung einer Promenade und eines Parks der Stadt geschenkt. Im Molnár-Józsias-Park befindet sich auch ihre Familiengruft. In der Stadt veranstaltet man jährlich die Zierpflanzenausstellung mit Markt und den Kindertag.

### Gedenken der 1848/49er-Revolution
Die Traditionen der Gedenkfeste der 1848/49er-Revolution wurden am besten in Szekler Neumarkt aufbewahrt. Zum Anlass des Gedenkens von 15. März erinnern sich an die Revolution und feiern im Zentrum der Stadt zahlreiche Szekler, die aus den Nachbarschaftsdörfern gekommen sind. Das wichtigste Ereignis der festlichen Veranstaltung ist der Defiliermarsch der traditionspflegerischen Militärgruppen.

### Die ehemalige Militärschule
Szekler Neumarkt war eine Militärstadt. Eins der wichtigsten Baudenkmäler der Stadt ist die ehemalige szeklerische Militärschule an der Ecke der alten Bahnhofstraße. Das Gebäude ist im Stil des Neuklassizismus erbaut worden. Die zwei großen Tympanen, die den mittleren Teil der Fassade umgeben, wurden zum Merkmal der Militärschule. Die Fassade weist auf die Straße der Unabhängigkeit, auaf dem Platz vor dem Gebäude befinden sich zahlreiche historische Bauten. Der Gründer der Militärschule aus Szekler Neumarkt war Baron Purczell János, Leutnant des II. Infanterieregiments, der 1811 den Anfang der Bauarbeiten angeordnet hat. Das Gebäude wurde im Jahr 1823 feierlich eröffnet. Die Schule war für 115 Schüler konzipiert, hat eine Sporthalle und ein Schwimmbad. Das Gebäude ist zurzeit (2021) sanierungsbedürftig.

## Bevölkerung
Die Bevölkerung in der Gemarkung Târgu Secuiesc entwickelte sich wie folgt:
| 1850 | 5.667  | 24    | 5.409  | 24 | 210              |
| 1930 | 7.364  | 281   | 6.826  | 58 | 199              |
| 1992 | 22.912 | 1.818 | 20.998 | 19 | 77               |
| 2002 | 20.488 | 1.601 | 18.633 | 19 | 235              |
| 2011 | 18.491 | 1.293 | 16.292 | 12 | 894              |
| 2021 | 16.243 | 978   | 13.771 | 6  | 1.488 (126 Roma) |

Seit 1850 wurde auf dem Gebiet der heutigen Gemarkung die höchste Einwohnerzahl und gleichzeitig die der Magyaren und Rumänen 1992 registriert. Die höchste Anzahl der Rumäniendeutschen wurde 1930 und die der Roma (280) 2011 ermittelt.

## Persönlichkeiten
- János Bányai (1886–1971), Geologe, Gründer und Herausgeber der Zeitschrift Székelység [6]
- Kató Havas (1920–2018), Violinistin und Geigenpädagogin
- Iosif Csapó (* 1938), Politiker[7]
- Ioan Robu (* 1944), römisch-katholischer Erzbischof und Metropolit von Bukarest
- Béla Markó (* 1951), Dichter und Politiker
- Gergely Kovács (* 1968), römisch-katholischer Geistlicher, Erzbischof von Alba Iulia
- Balázs Gajdó (* 1998), Eishockeyspieler

## Städtepartnerschaften
Târgu Secuiesc unterhält Partnerschaften mit den ungarischen Städten Mezőhegyes (seit 1990), Szentendre (seit 1990), Kisvárda (seit 1992), Gyöngyös (seit 1995), Mezőkövesd (seit 1997), Hatvan (1998), Nagyatád (seit 2000), Paks (seit 2004), dem Budapester Bezirk Terézváros (seit 2011) und der niederländischen Stadt Maassluis.

## Belege
1. ↑  Volkszählung 2021 in Rumänien, Populația rezidentă după etnie, 1. Dezember 2021 (rumänisch).
2. ↑  Autoritatea Electorală Permanentă: Primar. prezenta.roaep.ro, 9. Juni 2024, abgerufen am 14. Oktober 2024 (rumänisch).
3. ↑  Casa de Cultură Vigadó. Abgerufen am 13. März 2021 (rumänisch).
4. ↑  Nina Mai: Auf den Spuren der Szekler, Armenier, Juden und Tschangos in Covasna und Harghita Allgemeine Deutsche Zeitung für Rumänien, 22. Oktober 2017, abgerufen am 5. März 2021
5. ↑  Varga E. Árpád: Volkszählungen 1850–2002 bei kia.hu, letzte Aktualisierung am 2. November 2008 (PDF; 460 kB; ungarisch).
6. ↑  Angaben zu János Bányai bei mek.oszk.hu, abgerufen am 11. November 2018 (ungarisch)
7. ↑  Angaben zu Iosif Csapó auf der Website des Rumänischen Abgeordnetenhauses, abgerufen am 11. November 2018 (rumänisch)
8. ↑  Angaben zu den Städtepartnerschaften auf der Website der Stadt, abgerufen am 11. November 2018 (rumänisch)